# الشركة الوطنية للطرق السيارة (المغرب)
الشركة الوطنية للطرق السيارة بالمغرب (وتُسمى إختصاراً بـ ADM) هي شركة حكومية مغربية، وهي مُكلفة ببناء وتشغيل الطرق السيارة في المغرب، وصيانة الشبكة الحالية التي تبلغ 1800 كلم من الطرق السيارة. ويقع مقرها بحي الرياض بالعاصمة الرباط. ويبلغ عدد الموظفين العاملين بالشركة 505 موظف (إلى غاية سنة 2016). وقد حققت الشركة الوطنية للطرق السيارة بالمغرب ناتجا صافياً بلغ 247 مليون درهم برسم سنة 2019، مسجلا زيادة وصلت إلى 2 في المائة مقارنة مع سنة 2018.
تدير الشركة شبكتها من الطرق بنظام الدفع حسب الاستخدام، مع توفير محطات رسوم على طول الطريق. كما تعتمد على دخل إضافي من تأجير مناطق الراحة والخدمات، مثل محطات الوقود والمطاعم والمقاهي.
إلى جانب مسؤولية إدارة الطرق الحالية، تتولى الشركة أيضًا مهام تخطيط التوسعات المستقبلية وتنفيذ مشاريع البناء.

## تاريخ
تم إحداث الشركة الوطنية للطرق السيارة بالمغرب في سنة 1989، ومنذ إحداثها، بدأت الشركة في بناء وتشغيل وصيانة الطرق السيارة، وتم إفتتاح أول طريق سيار في المغرب بين الدار البيضاء والرباط في سنة 1991 بطول 62 كلم.

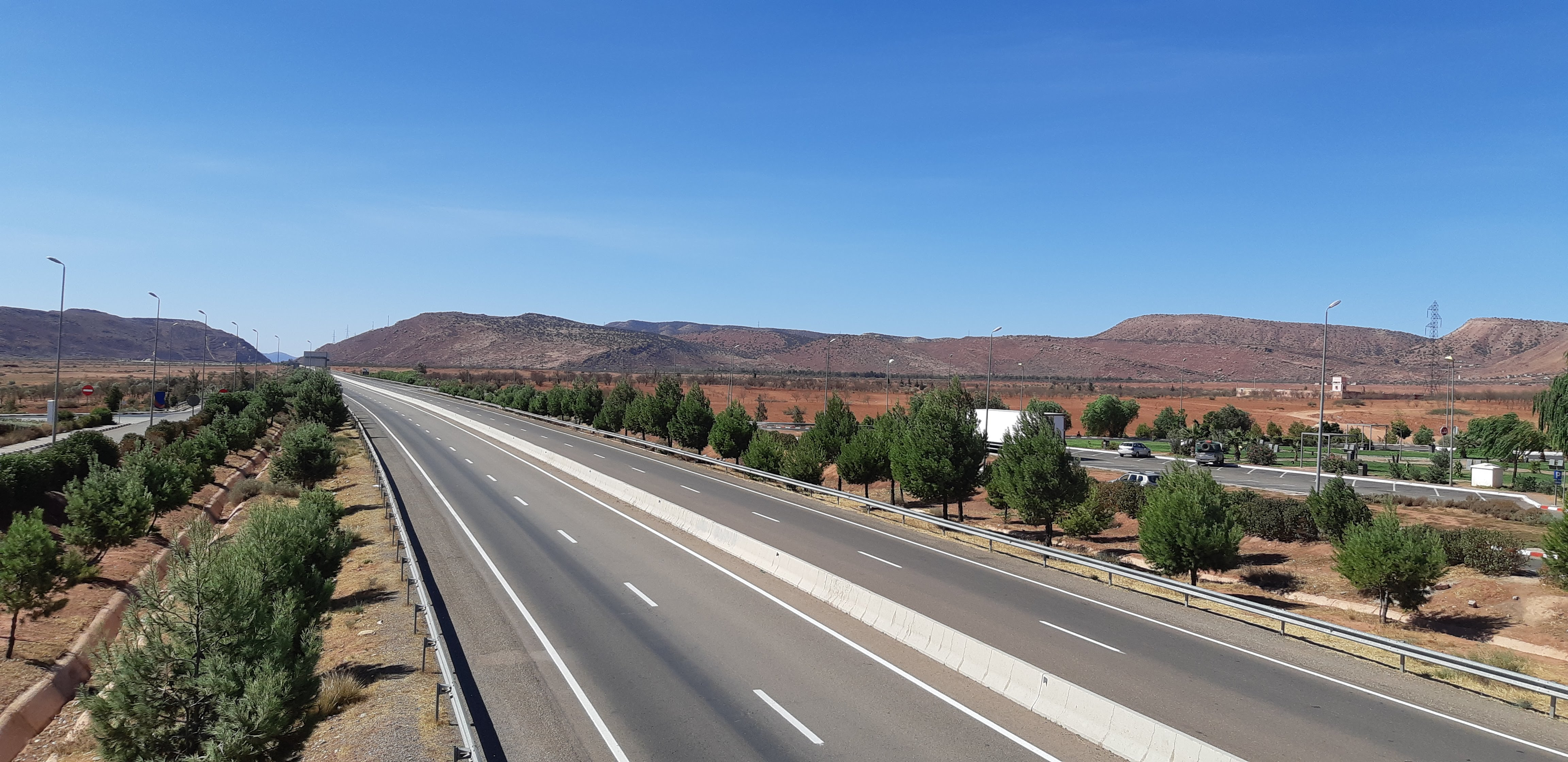
الطريق السيار بين مراكش وأكادير

## الإدارة
| السنوات     | المدير العام          |
| ----------- | --------------------- |
| 1997        | عثمان الفاسي الفهري   |
| 2014 - 2024 | أنور بنعزوز           |
| 2024 -      | محمد الشرقاوي الدقاقي |

## الأداء عن بعد (جواز)
في يونيو 2014، أطلقت الشركة الوطنية للطرق السيارة النظام الإلكتروني الجديد «جواز» والذي يُمكن السيارات من عبور محطات الاداء عبر الاستشعار عن بعد، وتتجلى فوائد خدمة جواز في إتاحة إمكانية العبور في ممرات الأداء المجهزة بهذا النظام دون توقف مما يساعد على توفير الوقت مع السهولة في الاستعمال، وذلك من خلال جهاز يُثبته السائق على الزجاج الأمامي لسيارته، ويتم رصده عن بعد قبل نقطة الوصول ليعبر الحاجز على اثرها بشكل تلقائي. وقد لقيت هذه الخدمة إقبالا كبيراً من طرف السائقين، مما سمح بتعميمها على مختلف محطات الأداء مع نهاية سنة 2016.
وقد قامت الشركة الوطنية للطرق السيارة بمضاعفة نقاط البيع لتسهيل الحصول على خدمة جواز، بالإضافة إلى العروض الترويجية على طول الموسم الصيفي والتي توجت بارتفاع عدد المشتركين الذي وصل إلى 808 ألف مشترك إلى غاية متم سنة 2019، مقابل 400 ألف مشترك خلال سنة 2018، ممثلا بذلك حوالي 24 في المائة من الإيرادات الاجمالية.

## إحصائيات
في سنة 2016، استحوذت شبكة الطرق السيارة على 22% من إجمالي حركة السير في المغرب ، مقارنة بـ 20% في سنة 2015، بفضل التطور المستمر لحركة السير على الطرق السيارة وتوسيع الشبكة.

## تأهيل المدارس
تعمل الشركة الوطنية للطرق السيارة بالمغرب بشراكة مع وزارة التربية الوطنية والتكوين المهني والتعليم العالي والبحث العلمي على تأهيل المدارس التي تقع بجانب الطرق السيارة، فما بين سنة 2008 و 2019 استفادات 325 مؤسسة تعليمية من برنامج إعادة تأهيل المدارس والذي يشمل أيضاً تنظيم ورشات تربوية وتحسيسية لفائدة التلاميذ.

## وصلات خارجية
- الموقع الرسمي